# Scopula cugia
Scopula cugia är en fjärilsart som beskrevs av William Schaus 1901. Scopula cugia ingår i släktet Scopula och familjen mätare. Inga underarter finns listade.